# Зюнев, Иван Фёдорович
Иван Фёдорович Зюнев — советский хозяйственный и государственный деятель, лауреат Государственной премии СССР за выдающиеся достижения в труде.

## Биография
Родился в 1936 году на территории современного Погарского района Брянской области. Член КПСС.
Окончил Юдиновскую среднюю школу.
В 1960—1991 — кузнец-штамповщик, бригадир кузнецов-штамповщиков, партгрупорг участка производственного объединения «Ворошиловградский тепловозостроительный завод имени Октябрьской революции».
За внедрение передовых методов работы и совершенствования организации производства был в составе коллектива удостоен Государственной премии СССР за выдающиеся достижения в труде 1980 года.
Делегат XXVI съезда КПСС.
Жил в Луганске.

## Награды
- Орден Знак Почёта
- Орден Трудовой Славы II степени
- Орден Трудовой Славы III степени